# Волосозубець
Волосозубець (Trichodon) — рід мохів (Dicranidae) родини Ditrichaceae.
Зростає у Європі, Північній Америці, Азії й Новій Зеландії.

## Види
Види:
- Trichodon cylindricus (Hedw.) Schimp.
- Trichodon muricatus Herzog